# Grammaire suédoise
Cet article traite plusieurs aspects de la grammaire suédoise.
La grammaire désigne ici un ensemble de règles connues inconsciemment par les locuteurs d'une langue et qui permettent la création d'un nombre à peu près infini d'énoncés, acceptés au sein d'une communauté linguistique comme étant bien formés. 
Traditionnellement, la grammaire limite son terrain d'analyse à la phrase. On présentera donc pas à pas les unités et les règles qui permettent la construction de la phrase : aussi bien les différentes parties du discours (ou catégories de mots) reconnues par la tradition (nom, verbe, adjectif, etc.), que les règles régissant la formation des groupes de mots et des phrases.

## Le nom
Le suédois dispose d'une catégorie nominale bien délimitée et bien caractérisée (semblable à ce que l'on peut trouver en français et en anglais, par exemple). Parmi les traits de cette catégorie :
- propriétés morphologiques flexionnelles : pluriel marqué ;
- propriétés distributionnelles : présence (quasi) obligatoire de déterminant, possibilité d'épithètes divers (adjectifs, subordonnées) ;
- sémantique des unités : les trois ordres d'entités ;
- procédés de construction de noms : à partir d'adjectifs ou de noms ;
- procédés de construction d'autres unités linguistiques à partir des noms : phénomènes de grammaticalisation (formation de pronoms), et de dérivation (formation de verbes et d'adjectifs).

### Morphologie flexionnelle
Le nom suédois est variable en nombre : il dispose ainsi du singulier et du pluriel. C'est le pluriel qui est morphologiquement marqué, et il l'est par un suffixe (r ou er) ou par un changement de suffixe (a devient or). On distingue cinq catégories de noms selon la morphologie de leur pluriel :
1. Tous les noms se terminant en -a forment leur pluriel en -or : flicka (fille) donne flickor, panna (poêle) donne pannor ; noter que, si la plupart de ces noms font partie du fonds scandinave du lexique, des noms d'origine étrangère (notamment italienne) sont venus s'y rajouter par la suite : le pluriel suédois de pizza est pizzor, celui de geisha, geishor ;
2. Beaucoup de noms de genre commun monosyllabiques (d'origine germanique) ou accentués sur la dernière syllabe (d'origine latine : direktör fait direktörer) ont leur pluriel en -er : rad (roue) donne rader, hand (main) fait händer (exactement comme en allemand), ou en -r : ko (vache) fait  kor ;
3. Beaucoup de noms de genre commun accentués sur une autre syllabe font leur pluriel en -ar : pojke (garçon) fait pojkar (le hiatus ear est réduit en ar), vår (printemps) fait vårar ;
4. Tous les noms de genre neutre se terminant par une voyelle font leur pluriel en -n : äpple (pomme) fait äpplen, bi (abeille) fait bin ;
5. Tous les noms de genre neutre se terminant par une consonne sont invariables en nombre : hus (maison) fait hus, löv (feuille) fait löv.

### Propriétés distributionnelles
Tout nom (ou substantif) suédois dispose d'un genre intrinsèque. Il existe deux genres : le genre commun et le genre neutre. Le genre commun est ainsi appelé parce qu'il résulte de la fusion entre les genres masculin et féminin qui existaient auparavant (voir vieux norrois) ; ainsi, les deux tiers des substantifs suédois environ sont de genre commun, et un tiers seulement de genre neutre.
Dans la plupart des positions syntaxiques, le nom suédois est employé avec un déterminant. On considèrera ici l'emploi des seuls articles.
- Emploi du nom au singulier
  - L'article indéfini du genre commun est le mot en, antéposé au nom : en bil : une voiture.
  - L'article indéfini du genre neutre est le mot ett, antéposé au nom : ett hus : une maison.
  - L'article défini du genre commun est le suffixe -en : bilen : la voiture (ce suffixe se réduit au seul -n lorsque le substantif se termine par une voyelle : en kvinna : une femme, kvinnan : la femme).
  - L'article défini du genre neutre est le suffixe -et : huset : la maison (de même, ce suffixe peut se réduire au seul -t : ett äpple, äpplet pour la pomme).

- Emploi du nom au pluriel
  - L'article indéfini pluriel n'est pas marqué. On peut considérer qu'il s'agit d'un article « zéro » : bilar : des voitures.
  - Pour les noms qui se terminent par -ar ou -er au pluriel indéfini, l'article défini pluriel est le suffixe -na : bilar (voitures) fait bilarna (les voitures), saker (choses) fait sakerna (les choses).
  - Pour les noms neutres qui ne se changent pas au pluriel, le suffixe est -en: hus (maison, ou maisons, car ce nom est invariable au pluriel), husen (les maisons).
  - Pour les noms qui se terminent par -(e)n au pluriel, le suffixe est -a : äpplen (pommes) fait äpplena (les pommes), huvuden (têtes) fait huvudena (les têtes).

Il existe d'autres déterminants (définis : possessifs, démonstratifs, etc., et indéfinis). On notera d'ailleurs plus tard que l'emploi des articles définis et indéfinis est, sur certains points précis, tout à fait différent de ce que l'on trouve notamment en français.
Certaines positions syntaxiques permettent l'emploi du nom sans déterminant. Certaines sont analogues à celles que l'on trouve en français : bli lärare (devenir professeur), vara sjuksjöterska (être infirmière), etc. D'autres non : har du bil ? (as-tu une voiture ?).
Le genre grammatical entraîne des phénomènes d'accord avec les adjectifs épithètes, ainsi qu'avec les pronoms reprenant les groupes nominaux :
- un groupe nominal dont le nom-tête est de genre commun sera repris par le pronom den : en hund ... den (un chien ... il) ;
- le pronom de genre neutre est det.

Pour les noms référant à des personnes (donc y compris les noms propres de personne dont il n'a pas encore été question) on utilise des pronoms personnels de troisième personne, han (il) pour le masculin, et hon (elle) pour le féminin. Depuis 1966, la pratique tend à introduire l'usage d'un pronom neutre pour désigner les personnes dont on ne connaît pas le sexe ou dans les énoncés évoquant le futur ou une hypothèse, il s'agit du pronom « hen ».

### Sémantique des noms
En suédois, les noms (comme dans toutes les langues qui ont vraiment des noms) peuvent référer à toute entité et tout phénomène conceptualisable, c'est-à-dire à tout objet auquel on peut penser. Du point de vue ontologique, si la réflexion en termes de concret ou abstrait est intéressante, il convient de l'affiner comme suit (cf. Lyons) :
- noms d'entités du premier ordre : ce sont les entités matérielles, c'est-à-dire susceptibles d'être localisées dans l'espace. On peut distinguer (cf. article sur le nom) :
  - les noms massifs : qui renvoient à des entités matérielles dépourvues de forme intrinsèque (vatten : eau, luft : air, vin : vin, etc.)
  - les noms comptables : qui renvoient à des entités matérielles disposant de leur forme propre. On peut distinguer :
    - les entités naturelles : animées (hund : chien, människa : être humain) ou inanimées (sten : pierre) ;
    - les objets fabriqués : butik (magasin), bil (voiture).

Comme dans d'autres langues, les êtres humains disposent de tout un répertoire de noms pouvant servir à les désigner : 
- référence à l'être : à l'âge (tonåring  : personne de 10 à 19 ans, tjej : jeune fille, kille : jeune homme, barn : enfant), au sexe (kvinna : femme, man : homme [au sens du latin vir]), à diverses qualités intellectuelles (dåre : crétin) ;
- référence au faire : à la profession (skådespelare : acteur), à la fonction (ombud : député), à diverses activités passagères (cyklist : cycliste) ;
- référence à diverses relations (noms syncatégorématiques) : notamment les relations familiales comme bror (frère), syster (sœur), relations spatiales comme granne (voisin), relations sociales comme president (président).

- noms d'entités du second ordre : ce sont les noms des entités qui ne sont pas matérielles, mais qui sont localisables (et bornées) dans le temps et dans l'espace ; on accepte plus ou moins ces diverses appellations : événements, éventualités : 
  - noms généraux : händelse (événement), handling (action), etc.
  - noms spécifiques : mordförsök (tentative de meurtre), arbetsskada (accident du travail), etc.

- noms d'entités du troisième ordre : ce sont les entités qui ne sont ni matérielles ni localisables dans le temps ou l'espace, des concepts. Par exemple : demokrati (démocratie), geografi (géographie), skönhet (beauté), etc.

### Procédés de construction de noms
On retrouve en suédois le procédé de suffixation commun à d'autres langues germaniques. Plusieurs suffixes servent en effet à dériver des noms : 
- à partir de verbes :
  - -else : permet de former le nom d'entité du second ordre à partir du verbe dénotant le même procès : le verbe hända (se produire) donne händelse (événement) ;
  - -ing : le verbe älska (aimer) donne älskling (être aimé ; chéri[e]) ;
  - -are : permet de former un nom d'agent à partir d'un verbe (författa : rédiger donne författare : auteur) ;

- ou à partir d'adjectifs :
  - -het (cf. allemand -heit) : permet de former un nom de propriété (entité du troisième ordre) à partir d'un adjectif qualificatif : l'adjectif skön (beau) donne skönhet (beauté), snabb (rapide) donne snabbhet (vitesse).

### Procédés de création de mots à partir de noms
- Phénomènes de grammaticalisation

Comme dans d'autres langues européennes (le meilleur exemple étant sans doute l'anglais), une poignée de noms généraux servent à former des pronoms. Ainsi : ett ting (une chose) forme någonting (quelque chose).
- Dérivation morphologique

- Formation de mots composés

Comme dans les autres langues germaniques, le suédois permet de former des mots composés en accolant plusieurs morphèmes lexicaux (notamment, nominaux) ou grammaticaux. Prenons l'exemple de återupplivningsförsök (tentative de réanimation). On peut l'analyser comme suit :
1. -liv- (radical du verbe leva : vivre)
2. -upp+liv- (la particule upp- permet de former uppleva : vivre quelque chose)
3. åter+uppliv- (la particulier åter qui dénote le retour à un état antérieur forme återuppleva : réanimer)
4. återuppliv+ning (formation du nom d'entité du second ordre par suffixation : le fait de réanimer).
5. Par ailleurs, le nom sök (recherche) forme, à l'aide de la particule för, le nom försök (tentative).
6. les deux noms återuppliv+ning et försök sont alors soudés par l'intermédiaire d'un -s- de génitif (qui apparaît dans certaines circonstances pas forcément prédictibles), et dans un ordre déterminant/déterminé, pour former återupplivningsförsök.

Il faut noter que cette formation de mots composés par synthèse remplace en suédois (comme en allemand et dans les autres langues germaniques) l'expansion du nom par un adjectif relationnel (voire par un groupe prépositionnel) telle qu'on la connaît en français. Voici quelques exemples autour du nom suédois EU (UE, Union européenne) en comparaison avec l'adjectif français européen :
- val (élection) forme EU-val (élection européenne) ;
- kommission (commission) forme EU-kommissionen (la Commission européenne) ;
- upplysning (information) forme EU-upplysningen (l'information sur l'UE).

On trouve cependant, plus ou moins exceptionnellement, des adjectifs relationnels, comme ces adjectifs de nationalité qui viennent désigner des langues : en svensk bibelöversättning (une traduction de la Bible en suédois).

## L'adjectif
L'adjectif en suédois s'accorde avec le nom qu'il accompagne. Sa désinence aussi change selon que le nom est défini ou indéfini.

### Adjectif à la forme indéfinie
- En vacker sjö : Un beau lac
- Ett vackert hav : Une belle mer
- Vackra sjöar : Des beaux lacs
- Vackra hav : Des belles mers

### Adjectif à la forme définie
- Den vackra sjön : Le beau lac
- Det vackra havet : La belle mer
- De vackra sjöarna : Les beaux lacs
- De vackra haven : Les belles mers

On notera qu'à la forme définie il y a une triple indication de la définition du mot par l'ajout d'un article avant l'adjectif.

## Le déterminant
Le déterminant reçoit la marque du genre et du nombre du nom.

### Article défini
L'article défini est postposé et enclitique (soudé au mot). Dans sonen (le fils), la finale -en est un déterminant ajouté à la racine du nom, son.
Lorsque s'ajoute un adjectif, l'article défini réclame un double déterminant, à savoir un article antéposé et un article postposé. Den favorita sonen : le fils préféré.

### Article indéfini
L'article indéfini est séparé et antéposé comme en français. Elle a un fils préféré : Hon har en favorit son.

### Déterminants démonstratifs
Deux formes de déterminants démonstratifs coexistent.
- Les formes simples denna (commun singulier), detta (neutre singulier) et dessa (commun et neutre pluriel). Dessa hus är toma : ces maisons sont vides.
- Les formes plus complexes avec här et där (correspondant dans la forme à -ci et -là en français) : den här (commun singulier), det här (neutre singulier), de här (commun et neutre pluriel sujet), dem här (commun et neutre pluriel objet). Elles appellent un double déterminant, avec article postposé. Jag vill se dem här bilderna : je veux voir ces images.

## La formation du groupe nominal
Comme précisé plus haut, si le nom est précédé d'un article défini ou d'un déterminant démonstratif avec här ou där, l'incorporation d'un adjectif épithète au groupe nominal oblige à avoir un double déterminant.
Dans les autres cas, les plus simples, l'ordre est le suivant : déterminant, adjectif, nom. Mon vieux chien : min gamla hund.

## Les substituts du groupe nominal: le pronom
| Français      | Pronom sujet | Pronom objet | Pronom possessif (réel/neutre/pluriel) |
| Je            | Jag          | Mig          | Min/Mitt/Mina                          |
| Tu            | Du           | Dig          | Din/Ditt/Dina                          |
| Il            | Han          | Honom        | Hans                                   |
| Elle          | Hon          | Henne        | Hennes                                 |
| Ce (Réel)     | Den          | Den          | Dess                                   |
| Ce (Neutre)   | Det          | Det          | Dess                                   |
| Nous          | Vi           | Oss          | Vår/Vårt/Våra                          |
| Vous          | Ni           | Er           | Er/Ert/Era                             |
| Ils/Elles/Ces | De           | Dem          | Deras                                  |
| Réflexif      | –            | Sig          | Sin/Sitt/Sina                          |

### Pronoms démonstratifs, interrogatifs et relatifs
Y compris certains mots non considérés comme des pronoms
- den här, det här, de här : ceci, ces (qualifiant les noms définis).
- den där, det där, de där : cela, ces (qualifiant les noms définis).
- denna/denne/detta/dessa : ceci, ces (qualifiant les noms indéfinis).
- som : que, qui, lequel, laquelle, lesquels, lesquelles (à proprement parler, une conjonction de subordination plutôt qu'un pronom,som est utilisé comme pronom relatif aussi souvent que possible en suédois).
- vem : qui (exclusivement interrogatif)
- vilken/vilket/vilka : lequel, laquelle, lesquels, lesquelles, qui, que
- vad : que, quoi
- vems : à qui (interrogatif)
- vars : à qui (relatif)
- när : où (temps), quand
- då : quand (relatif)
- här, där, var : ici, là, où (aussi dans de nombreuses combinaisons comme varifrån, « d'où », ou därav, « de cela »).
- hit, dit, vart : en ceci, en cela, en quoi
- vem som helst, vilket som helst, vad som helst, när som helst, var som helst : n'importe qui, n'importe quel(les), n'importe quoi, n'importe quand, n'importe où, etc.
- hädan, dädan, vadan, sedan1 : de là, d'où (temps), depuis (les contractions hän et sen sont communes. Les formes pleines apparaissent comme un peu archaïques, sauf pour sedan).
- någon/något/några, souvent contractées en nån/nåt/nåra: quelques-uns(unes) / certain(s), un peu ; quelqu'un / quiconque, quelque chose/n'importe quoi
- ingen/inget/inga2 : aucun ; personne, rien
- annan/annat/andra : autre, d'autre
- någonstans, ingenstans, annanstans, överallt : quelque part/partout, nulle part, ailleurs; (plus formel:någonstädes, ingenstädes, annorstädes, allestädes)
- någorlunda, ingalunda, annorlunda : en quelque sorte / de toute façon, en aucune façon, autrement
- någonting, ingenting, allting : quelque chose, rien, tout

Exemples :
- Han var ledsen när huset brändes upp : Il était triste quand la maison fut brûlée.
- Det var den dag då min dotter föddes : C'était le jour où est née ma fille.
- Staden där jag bodde : La ville où je vivais.

## Le verbe
La catégorie des verbes est, en suédois, bien délimitée et bien caractérisée (similaire à ce que l'on peut trouver, par exemple, en français) et similaire en bien des points à ce que l'on trouve dans d'autres langues germaniques, l'anglais notamment. Parmi les traits de cette catégorie :
- propriétés morphologiques flexionnelles : le verbe suédois dispose d'une conjugaison à plusieurs temps ; celle-ci s'est cependant considérablement simplifiée, de telle sorte que le verbe ne varie plus en personne (c'est-à-dire qu'il n'existe qu'une seule forme par temps) ;
- propriétés distributionnelles : le verbe, dans ses formes conjuguées, apparaît comme le « pivot » de la phrase, au sens où la description de ses actants et de ses compléments fournit une description syntaxique de l'ensemble de la phrase ;
- sémantique des unités : le verbe est toujours syncatégorématique ; souvent, il renvoie à une relation entre différentes entités susceptible de varier dans le temps ;
- procédés de construction de verbes : à partir d'adjectifs, de noms, ou de verbes ;
- procédés de construction d'autres unités linguistiques à partir des verbes : dérivation (formation de noms et d'adjectifs).

### Morphologie flexionnelle: la conjugaison
Le verbe suédois dispose souvent de deux conjugaisons : une en -r (de sens actif), l'autre en -s (en général de sens passif). Dans les faits, on rencontre trois possibilités :
1. verbes ayant les deux conjugaisons : comme le verbe voir : son infinitif actif est se, son infinitif passif est ses ; avec le pronom sujet jag (je), on forme au présent actif jag ser (je vois) et au présent passif jag ses (je suis vu).
2. verbes ayant seulement la conjugaison en -r, comme le verbe dormir : son infinitif est sova et, au présent, il forme sover.
3. verbes rares ayant seulement la conjugaison en -s (dits déponents, cf. Verbe déponent), comme respirer : son infinitif présent est andas, et le présent est jag andas (je respire). La forme *jag andar n'existe pas.

#### Infinitif, radical et groupes
La forme des verbes figurant dans le dictionnaire est l'infinitif. Cet infinitif se termine toujours par une voyelle, a en écrasante majorité (e ou o dans les quelques verbes du groupe 3). La forme qui permet de conjuguer le verbe s'appelle le radical. La relation entre le radical et l'infinitif permet de distinguer quatre groupes de verbes :
| -        | Infinitif | Radical | Règle                                                                 |
| Groupe 1 | arbeta    | arbeta  | Radical identique à l'infinitif (en a)                                |
| Groupe 2 | behöva    | behöv   | Infinitif en a, radical obtenu en enlevant ce a(verbes faibles)       |
| Groupe 3 | bo        | bo      | Radical identique à l'infinitif (terminé par une autre voyelle que a) |
| Groupe 4 | finna     | finn    | Infinitif en a, radical obtenu en enlevant ce a (verbes forts)        |

La différence entre les verbes des groupes 2 (faibles) et 4 (forts) apparaît dans la construction du prétérit, du supin, et du participe passé. On dit forts les verbes du groupe 4 parce que leur radical change de voyelle à ces formes.
Notons que, dans un certain nombre de positions syntaxiques, l'infinitif a besoin, pour être employé, d'être précédé de la particule att (cf. en anglais to, et en allemand zu).
La conjugaison en suédois est relativement simple : toutes les personnes ont la même terminaison pour un même temps. 
Le radical est semblable à l'impératif.

#### Conjugaison en-r

##### Présent
Chaque groupe dispose de sa propre conjugaison :
- Groupe 1 (infinitif semblable au radical, et terminé en -a) : La forme du présent s'obtient en rajoutant un -r à ce radical ; ainsi, arbeta (travailler, professionnellement) fait au présent arbetar ;
- Le groupe 2 (verbes faibles dont l'infinitif se termine en -a, mais dont le radical ne contient pas ce -a) : La conjugaison du présent se fait en rajoutant -er à ce radical ; ainsi, sova (dormir), dont le radical est sov fait au présent sover ;
- Le groupe 3 (verbes courts dont l'infinitif est terminé par une voyelle autre que le a) : la forme du présent s'obtient en rajoutant un -r à ce radical ; ainsi, bo (habiter) fait au présent bor ;
- Le groupe 4 (verbes forts dont l'infinitif se termine en -a, mais dont le radical ne contient pas ce -a) : La conjugaison du présent se fait en rajoutant -er à ce radical ; ainsi, finna (trouver), dont le radical est finn fait au présent finner.

| -        | Infinitif  | Impératif | Présent | Prétérit | Supin  | Participe passé | Participe présent | Français'            |
| Groupe 1 | att fråga  | fråga     | frågar  | frågade  | frågat | frågad          | frågande          | Poser (une question) |
| Groupe 2 | att behöva | behöv     | behöver | behövde  | behövt | behövd          | behövande         | Avoir besoin de      |
| Groupe 3 | att tro    | tro       | tror    | trodde   | trott  | trodd           | troende           | croire               |
| Groupe 4 | att finna  | finn      | finner  | fann     | funnit | funnen          | finnande          | trouver              |

Le supin sert à former les temps composés du passé. Le participe passé sert à former les adjectifs dérivés du verbe.

#### Conjugaison en-s
La conjugaison en -s est entièrement parallèle à la conjugaison en -r, pour les verbes pour lesquels elle existe. 
| -        | Infinitif   | Impératif | Présent | Prétérit | Supin   | Participe passé | Participe présent | Français              |
| Groupe 1 | att frågas  | frågas    | frågas  | frågades | frågats | frågads         | frågandes         | (Question) Être posée |
| Groupe 2 | att behövas | behövas   | behövs  | behövdes | behövts | behövds         | behövandes        | Être nécessaire       |
| Groupe 3 | att tros    | tros      | tros    | troddes  | trotts  | trodds          | troendes          | être cru              |
| Groupe 4 | att finnas  | finns     | finns   | fanns    | funnits | funnens         | finnandes         | être trouvé           |

### Propriétés distributionnelles: schémas de valence verbale
Lorsqu'il est conjugué, le verbe a besoin de certains groupes dont la nature et la disposition sont prescrites par le verbe. On distingue traditionnellement le sujet et les compléments directs et indirects du verbe.

#### Sujet
Comme vu plus haut, le verbe suédois ne s'accorde pas avec son sujet, ce qui pourrait rendre cette notion caduque. C'est pourquoi le sujet est défini en suédois comme étant le groupe nominal auquel on peut substituer un pronom de la forme jag (je), du (tu), han (il), hon (elle), vi (nous), ni (vous pluriel), de (ils/elles). 
Tous les verbes ont besoin d'un sujet exprimé syntaxiquement (hormis à l'impératif). On distingue :
- les verbes personnels, dont le sujet renvoie à une entité ; en suédois (comme en français), le rôle sémantique du sujet n'est marqué en aucune façon :
  - le sujet peut être l'agent : köra (conduire) : jag kör (je conduis) ;
  - le sujet peut être le siège : dö (mourir) : jag dör (je meurs) ;
  - le sujet peut être la cause : drabba (toucher) : olyckan drabbade dem (l'accident les a touchés) ;
  - etc.
- les verbes impersonnels, dont le sujet, purement grammatical, ne renvoie à rien ; ce sujet est le pronom de 3e personne det (il impersonnel français) ; il s'agit en majeure partie :
  - de verbes météorologiques : regna, pleuvoir (det regnar : il pleut), snöa, neiger (det snöar : il neige) ;
  - de verbes d'événements : comme hända, se produire (det händer att : il arrive que), inträffa (avoir lieu).

Dans la phrase affirmative, le sujet est antéposé au verbe (sauf l'exception qui fait du suédois une langue strictement V2, voir plus bas). Dans la phrase interrogative, le verbe est antéposé au sujet.

#### COD
Certains verbes ont besoin d'un complément d'objet direct, c'est-à-dire d'un groupe nominal qu'on ne peut supprimer sans changer le sens du verbe. En général le COD est postposé au verbe, mais il peut être antéposé.
- Elle a averti son chef immédiatement : hon varnade sin chef omedelbart. En changeant l'ordre des mots dans la même phrase, on peut écrire Sin chef varnade hon omedelbart, ce qu'on pourrait traduire par : C'est son chef qu'elle a averti immédiatement.

Là encore, le rôle sémantique de ces compléments n'est pas marqué.

#### COI
Le complément d'objet indirect n'est pas toujours introduit par une préposition. Il peut précéder ou suivre le COD.
- J'ai donné un bonbon à mon chat peut ainsi se dire Jag gav min katt en godis aussi bien que Jag gav en godis till min katt voire Till min katt gav jag en godis, selon la nuance souhaitée.

#### Compléments circonstanciels
Ils se placent où l'on souhaite dans la phrase, à condition de laisser ensemble le sujet, le verbe et le complément.
- Hier j'ai vu Anna à Stockholm peut se dire I går såg jag Anna i Stockholm, I Stockholm såg jag Anna i går, Jag sag Anna i Stockholm i går, voire I går i Stockholm såg jag Anna.

### Sémantique des verbes
Le verbe renvoie toujours à une entité syncatégorématique (cf. syncatégorématicité), c'est-à-dire une entité qui n'existe pas de manière autonome : elle a toujours besoin d'une autre entité pour qu'on puisse la comprendre. Les entités syncatégorématiques ne sont en aucun cas réservées aux verbes, par exemple :
- une explosion : il s'agit toujours de l'explosion de quelque chose, ou de quelque chose qui explose (en français comme en suédois), ce qu'on retrouve dans les constructions syntaxiques : les noms (français : explosion, suédois : explosion) ont besoin d'un complément (français : explosion de ..., suédois : explosion av...'), et les verbes ont besoin d'un sujet (français : quelque chose explose, suédois : någonting exploderar) ;
- une classification : là encore, que l'on réfère à ce processus par un nom ou par verbe, il y a toujours besoin de savoir qui classe et qu'est-ce qu'il classe : les verbes français (classer) et suédois (sortera) ont besoin d'un sujet et d'un complément : jag sorterar mina fotografier (je classe mes photos).

Cette relation est susceptible de varier dans le temps, ce qui fait qu'on répartit souvent assez avantageusement les verbes selon leur aspect et aktionsart (Vendler, Vetters, etc.)

### Procédés de construction des verbes
Le suédois dispose de suffixes permettant de construire des verbes :
- à partir d'adjectifs : le suffixe -na permet de dériver d'un adjectif Adj un verbe signifiant devenir Adj : drunkna (se noyer) ;
- à partir de noms : depuis assez récemment en suédois (voir Suédois), on peut former des verbes en rajoutant la terminaison -a à des noms : bil (voiture) donne bila (voyager en voiture) ;

### Procédés de création de mots à partir de verbes
L'une des possibilités est l'utilisation du suffixe -ning.
- Fästa : fixer, attacher ; fästning : fixation, attache.

## L'adverbe
Généralement, l'adverbe formé à partir d'un adjectif se forme en y ajoutant -t.
- Snabb : rapide ; snabbt : rapidement.

Parmi les exceptions, nästan (presque) est de la famille de näst (proche).
Comme dans les autres langues, de très nombreux adverbes ne proviennent pas d'un adjectif, et ils peuvent prendre des formes très diverses (exemples d'adverbes fréquents : nu : maintenant ; mycket : beaucoup ; igen : encore ; etc.).

## La formation de la phrase simple
L'élément central de la phrase simple est le verbe qui, avec ses éventuels compléments (groupes nominaux, prépositionnels ou équivalents), forme le groupe verbal. Le verbe suédois conjugué (c'est-à-dire employé à l'indicatif) est toujours employé avec un sujet (groupe nominal ou équivalent), sauf à l'impératif. 

### Sujet grammatical
Comme vu plus haut, le verbe suédois ne s'accorde pour ainsi dire pas avec son sujet, ce qui pourrait rendre cette notion caduque. C'est pourquoi le sujet est défini en suédois comme étant le groupe nominal auquel on peut substituer un pronom de la forme jag, du, han/hon/hen ; vi, ni, de. 
En suédois (à l'image de l'allemand), dans les phrases affirmatives, le sujet est antéposé au verbe, sauf exception. L'exception est à analyser de la manière suivante : on dit plutôt que, quoi qu'il arrive, le verbe occupe la deuxième position dans la phrase. (S'il est en tête de phrase, généralement cela signifie une phrase interrogative ou un verbe à l'impératif). La première place peut être occupée par le sujet. Si c'est par un complément circonstanciel, le sujet vient se poser non pas en deuxième, mais en troisième position, derrière le verbe :
- ordre sujet-verbe intransitif : han dog (il mourut/est mort) ;
- ordre sujet-verbe intransitif-complément circonstanciel : han dog igår (il mourut/est mort hier) ;
- ordre complément circonstanciel-verbe-sujet : i går dog han (hier, il mourut/est mort).

On remarquera incidemment que, dans le dernier cas, il est interdit de placer une virgule entre le circonstanciel et le verbe.
Dans le cas d'un verbe transitif, le sujet postposé suit immédiatement le verbe, et précède les compléments d'objet : i går läste jag tidningen (hier, j'ai lu le journal).

### Complément d'objet direct
Certains verbes, dits transitifs, nécessitent la présence d'un groupe nominal qui leur est postposé.

### Choix de la nature des termes à employer
Le suédois, en tant que langue endocentrique, aura tendance à préférer les verbes, là où les langues exocentriques (le français notamment) privilégiera les noms.
Soit cet exemple :
- efter att de första svenska grammatikorna blivit skrivna.

Le suédois emploie le verbe skriva (écrire) au passif (blivit skrivna), là où le français préférera le substantif écriture :
- après l'écriture des premières grammaires suédoises.

Les verbes ont tendance à être conjugués là où en français ils resteraient à l'infinitif.
- Tack för att ni kommit i dag (littéralement : Merci pour [le fait] que vous soyez venus aujourd'hui ; se dit en français : Merci d'être venus aujourd'hui).